# 繼業者戰爭
继业者战争又称亚历山大的继承者战争，是公元前322年至公元前281年之间，亚历山大大帝的将军（繼業者）們为争夺亚历山大大帝死后的馬其頓王國而发生的一系列冲突。

## 第一次繼業者之戰（前320年）
佩爾狄卡斯與亞歷山大的親妹妹克麗奧佩脫拉結婚導致安提帕特、克拉特魯斯、安提柯和托勒密聯手叛變。戰事正式爆發是因為托勒密騙去亞歷山大的遺體，並將之運回埃及而觸發的。雖然佩爾狄卡斯陣營的小亞細亞統帥歐邁尼斯敉平了亞美尼亞總督涅俄普托勒摩斯的叛亂，並在卡帕多細亞戰役擊殺猛將克拉特魯斯，但這對戰爭却於事無補，皆因帝國攝政佩爾狄卡斯在進攻埃及時被自己的手下培松、塞琉古及安提貞尼斯變節殺害。
托勒密與變節者達成協議，讓培松和阿里達烏斯（繼業者之一，與國王同名）代替自己成為代理帝國攝政，但不久又與安提帕特在特里帕拉迪蘇斯分封協議重新安排。安提帕特當上新的帝國攝政，並帶同兩位國王返回馬其頓。分封協議中安提柯除了佔據原來的弗里吉亞、呂基亞及潘菲利亞，再添上利考尼亞（Lycaonia）。托勒密保留了埃及，利西馬科斯保留了色雷斯，而佩爾狄卡斯的三名變節者──塞琉古及安提貞尼斯——分別獲封巴比倫尼亞、埃蘭省，而培松仍保留為米底亞總督。前代理攝政阿里達烏斯獲封赫勒斯滂與弗里吉亞總督。此外，安提柯被任命清剿佩爾狄卡斯的前黨羽歐邁尼斯等人。實際上，安提帕特保持着他對歐洲的控制，而安提柯因為安提帕特給他部份王軍，成為赫勒斯滂以東實力最為強大的將領，他並被任命為帝國亞洲統帥。

## 第二次繼業者之戰（前319年－前317年）
前319年當帝國攝政安提帕特死後，內戰隨即再次爆發。安提帕特跳過自己的兒子卡山德，宣佈由波利伯孔繼承帝國攝政之位。波利伯孔與卡山德之間的一場內戰隨即在馬其頓及希臘爆發。卡山德得到安提柯及托勒密的支特。波利伯孔雖然與歐邁尼斯結盟，但仍被卡山德逐出馬其頓，帶同亞歷山大四世及其母親羅克珊娜逃亡到伊庇魯斯。在伊庇魯斯，他與亞歷山大的母親奧林匹亞絲聯軍，一起攻回馬其頓。他們與國王腓力三世及其妻子歐律狄刻的軍隊相遇，軍隊因不願和亞歷山大的母親及兒子戰鬥而即時背叛了腓力及歐律狄刻，將他們二人留給了奧林匹亞絲，奧林匹亞絲毫不留情地將二人處死（前317年）。可惜未幾，形勢逆轉，卡山德再次得勝，奧林匹亞絲被擒獲及處死，卡山德控制着馬其頓、小國王亞歷山大四世及其母親羅克珊娜。
在東方，重新崛起的歐邁尼斯被安提柯的軍隊往東驅趕，並在帝國東部聚集一支聯合軍與安提柯對決。在前317年帕萊塔西奈戰役及伽比埃奈戰役的兩場大戰之後，歐邁尼斯最終在被自己的銀盾兵部隊出賣而被殺，使安提柯無可質疑地控制着帝國在全亞洲的領土。

## 第三次繼業者之戰（前314年－前311年）
實力過於強大的安提柯引起其他繼業者的不安，這次戰爭隨即爆發，安提柯面對的是托勒密、利西馬科斯及卡山德等聯合陣營。安提柯這時候經已壯大得使別的統治者對他不得忍讓。安提柯進侵托勒密勢力下的敘利亞，並圍攻泰爾超過一年。安提柯與原帝國攝政波利伯孔結盟。波利伯孔當時仍然控制着部份的伯羅奔尼撒，及宣稱解放希臘以爭取希臘人的支持。雖然安提柯很渴望與他們其中一方議和，因他不想多處受敵，當他盡全力進攻卡山德和利西馬科斯時，托勒密率軍進攻敍利亞並在前312年的加沙戰役打敗了安提柯的兒子德米特里，更糟的是原巴比倫總督塞琉古回到他的舊領地，並且奪取東方米底亞、波西斯、埃蘭等重要總督區。使安提柯不得不返回敘利亞處理這些問題。安提柯後來與托勒密、利西馬科斯及卡山德達成和議，但他繼續對塞琉古用兵，意圖恢復對帝國東部的控制。前309年，安提柯進兵至圍困巴比倫，但最終被塞琉古擊敗而被逼撤退並談和。
大概與此同時，卡山德謀殺了小國王亞歷山大四世及其母親羅克珊娜，結束了統治馬其頓達數世紀的阿吉德王朝。由於卡山德秘不發喪，那時候所有的將領仍以已死的亞歷山大為國王，但個別的將領有稱王之心己昭然若揭。
波利伯孔又有意立亚历山大三世的私生子海格力斯为王，但在卡山德说服下，他杀了海格力斯及其母巴耳馨，因此被马其顿王室支持者背弃，不再被视为继业者中一个主要力量。

## 第四次繼業者之戰（前308年－前301年）
戰爭再次爆發。托勒密將勢力抗展至愛琴海及塞浦路斯，同時塞琉古奪取巴克特里亞等使他獲得马其顿帝國亚细亚部分龐大疆土的控制。安提柯重燃戰火，派遣兒子德米特里重奪希臘。前307年，他取下雅典、趕走卡山德派駐的總督德米特里，並宣稱雅典重獲自由。然後，德米特里將矛頭指向托勒密，他於前306年入侵塞浦路斯並在薩拉米斯海戰擊潰托勒密艦隊。這次勝利之後，安提柯與德米特里一起稱王，未幾托勒密、塞琉古、利西馬科斯及卡山德相繼自立為王。
前306年，安提柯趁著薩拉米斯大捷企圖全面進侵埃及，但暴風雨令德米特里的艦隊無法為他補給，他祇好返回老家。這時候，卡山德及托勒密都變得較弱，塞琉古卻仍然佔據東部，安提柯及德米特里轉而眈視羅得島。在前305年，羅得島遭德米特里圍攻，托勒密、利西馬科斯及卡山德同時派兵支援。最終，羅得島人與德米特里妥協，他們承諾會支特安提柯及德米特里對付所有敵人，只除了他們的最大盟友托勒密。托勒密贏得「救主」（Σωτηρ）的稱號，因為他阻止羅得島的淪陷，但勝利最終還是屬於德米特里的，因為他可全力攻打後马其顿王国的卡山德。德米特里折返雅典，迫使卡山德退出希臘，並成立新的泛希臘聯盟以保衛希臘城市對抗付所有敵人（尤其是卡山德）。德米特里便是聯盟軍的統帥。

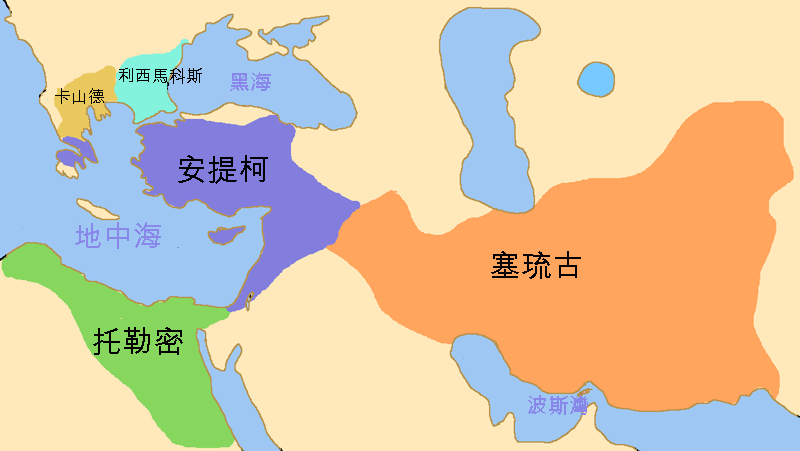
安提柯、托勒密、塞琉古、利西馬科斯及卡山德的王國。

在這些戰争中，卡山德表面上是尋求和平，但安提柯却拒絕所求，而且德米特里入侵色薩利。在那裡，德米特里與卡山德互相交戰。這次，卡山德再次號召組成反安提柯同盟，並召來盟友支援，利西馬科斯出乎意料入侵安那托利亞，又逼使德米特里安離開色薩利及派遣軍隊到小亞細亞協助他父親。在得到卡山德之弟普列司塔爾科斯的援軍幫助，利西馬科斯得以在西安那托尼亞橫行。但沒多久（前301年），聯軍被安提柯及德米特里的大軍孤立於小亞細亞北部。這時塞琉古的援軍至為關鍵，他及時的援救使利西馬科斯和卡山德軍可以在人數上與安提柯匹敵，最後雙方在伊普蘇斯戰役展開大決戰，聯合軍徹底摧毀安提柯的軍隊。安提柯戰死沙場，德米特里則逃回希臘以圖保存實力。利西馬科斯與塞琉古兩人瓜分安提柯在亚细亚的領土：利西馬科斯接管西小亞細亞，塞琉古則接收其餘的部分，只除了奇里乞亞及呂基亞分給戰役中有功的、卡山德的弟弟普列司塔爾科斯。